# 사이보그 선언
사이보그 선언(사이보그 메니페스토, "A Cyborg Manifesto: Science, Technology, and Socialist-Feminism in the Late Twentieth Century")은 미국의 페미니스트 다나 해러웨이(Donna J. Haraway)가 쓴 에세이다. 1985년 소셜리스트 리뷰에 발표된 이후 1991년 해러웨이의 책 《유인원 사이보그 그리고 여자》에 수록되었다. 해러웨이는 이 글에서 성차별 사회를 극복하는 사회정치적 상징으로 사이보그를 제시했다. 이를 계기로 사이보그는 공상 과학의 세계에서 벗어나 현실적 존재로의 의미가 부각되었다.

## 내용
"20세기 후반의 기계들은 자연과 인공, 마음과 몸, 자기발전과 외적 디자인, 그리고 유기체와 기계들에 적용되던 많은 구별들을 모호하게 만들었다. 우리의 기계들은 혼란스러울 정도로 생생하고, 우리는 놀라울 정도로 정체해 있다. 우리의 과제는, 서구적 자아를 구조화하는 위계적 이원론의 대립, 그 안에서 가능했던 우월한 것과 열등한 것의 명료한 구분을 붕괴시킴으로써 잠재된 가능성들을 새로이 감싸는 작업이다." 이러한 매커니즘 속에서 해러웨이의 사이보그 선언은 기술과 과학을 적대시하는 기존의 페미니즘들을 비판한다.
기존의 페미니즘들은 앞서 말한 이항대립의 억압적 구조를 전복하려 하였으되, 이것은 단지 각각의 대립에 있어 열등한 것을 복권시키려는 시도에 머물렀다. 소위 'Ecotopian 페미니즘', 카사 폴리트(Katha Pollitt)의 'difference feminism' 등, 여성의 '내재적' 감성이나 특성들을 주장하는 페미니즘들이었다. 여성이란 여기서 '어머니 대지(mother earth)'로서 상징화되고, 문화나 정신보다는 자연(몸)에, 합리성보다는 직관에 조율된다.
그러나 해러웨이는, 계몽주의적 의미의 자연이나 몸, 그 어느 것도 이제는 존재하지 않는다고 한다. 양자 모두, 인공심장과 유전학적으로 개량된 옥수수의 시대에는 구제할 수 없을 정도로 오염되었다. 자연과 몸, 그리고 주어진 것들 모두를 문화적 구축물로 보는 20세기 후반의 기술논리(techno-logic)는 이제 "가부장 이데올로기의 정당성을 붕괴시킬 뿐만 아니라, 모든 기존의 유기체적, 자연적 입장들에 대한 재고를 요청한다". 다른 말로 하면 그것은 "신 뿐만 아니라, 여신도 죽었다는 것이다".

## 같이 보기
- 포스트휴머니즘